# Municipio de Garfield (condado de Kossuth)
El municipio de Garfield (en inglés: Garfield Township) es un municipio ubicado en el condado de Kossuth en el estado estadounidense de Iowa. En el año 2010 tenía una población de 230 habitantes y una densidad poblacional de 2,47 personas por km².

## Geografía
El municipio de Garfield se encuentra ubicado en las coordenadas 42°57′6″N 94°23′2″O / 42.95167, -94.38389. Según la Oficina del Censo de los Estados Unidos, el municipio tiene una superficie total de 93.3 km², de la cual 93,3 km² corresponden a tierra firme y (0 %) 0 km² es agua.

## Demografía
Según el censo de 2010, había 230 personas residiendo en el municipio de Garfield. La densidad de población era de 2,47 hab./km². De los 230 habitantes, el municipio de Garfield estaba compuesto por el 99,57 % blancos y el 0,43 % eran de una mezcla de razas. Del total de la población el 0,87 % eran hispanos o latinos de cualquier raza.